# 上天草市立維和中学校
上天草市立維和中学校（かみあまくさしりつ いわちゅうがっこう）は、熊本県上天草市大矢野町維和にあった中学校。

## 沿革
- 1947年（昭和22年）4月23日 - 維和村立維和中学校を維和1057番地に創立
- 1954年（昭和29年） - 大矢野町立維和中学校に改称
- 2004年（平成16年） - 上天草市立維和中学校に改称
- 2023年（令和5年）- 上天草市立大矢野中学校に統合。